# Maïa Wodzislawska-Paulin
Maïa Wodzislawska Paulin est une personnalité du design français, épouse du designer français Pierre Paulin et créatrice avec son fils Benjamin Paulin de l’agence Paulin Paulin Paulin.

## Biographie
Maïa Wodzislawska est née le 9 mai 1942 à Cahors, dans le Lot. Elle est pupille de la Nation. 
D’abord attachée au département export en création auprès de Henri de Fournas à la Socapex (1962-1964), elle crée en 1967 son agence Architectural Design. En 1969, elle fait la connaissance de Pierre Paulin. En 1972, elle collabore avec lui sur le projet show-room Harmonic et rencontrent l’année suivante à Chicago Herman Miller, spécialiste du mobilier de bureau et éditeur de pièces de designers.
En 1975, avec Pierre Paulin et Marc Lebailly, elle crée l’agence de design ADSA (1975).
Elle épouse Pierre Paulin le 15 mai 1982 à Beynac en Dordogne. Ils décident de s’installer en Cévennes à Saint-Roman-de-Codières en 1994 dans une propriété qui doit recevoir les archives et prototypes de Pierre Paulin, mais aussi plus tard, accueillir des designers et créateurs.
En 1996, Maïa Paulin est chargée du développement des activités à l’international pour le cabinet d’architecte Jean-Paul Viguier et rejoint l’année suivante l’agence de communication McCann Erickson. De 1998 à 2008, elle est chargée de missions auprès d’une filiale de Vivendi (future Veolia). 
En 2008, avec son fils Benjamin Paulin et sa belle-fille Alice Lemoine, elle crée Paulin, Paulin, Paulin, structure familiale qui préserve, promeut et édite à partir de 2014 les œuvres du designer Pierre Paulin.

### Design
- 1982-2015 - Membre fondateur et administrateur de ARTCODIF (Musée des arts décoratifs)[5].
- 1984 - Membre fondateur et secrétaire de l’Agence Pour la Création Industrielle (A.P.C.I.) sous l’égide du ministère de l’Industrie et du ministère des Affaires Culturelles.
- 1991-1996 - Vice-présidente de l’Institut Français du Design (I.F.D.).
- 1992-1995 - Présidente du Conseil de l’Association Design Communication (A.D.C.).
- 1992 - Créatrice et présidente de la fondation Association pour la Création en Ameublement et Décoration (A.C.A.D.)[6].

### Activités liées au Commerce extérieur de la France
- 1988 - Conseiller du Commerce extérieur de la France
- 1995 à 2025 - Administrateur d’Europartenaires, association créée par Elisabeth Guigou et Jean-Noël Jeanneney dont l'objectif est d'enrichir et construire le débat sur l'Europe
- 1996 - Membre fondateur de Coravia, association destinée à promouvoir à l’international les métiers d’art français.

### Francophonie
Dès 1967 et jusqu'en 1973, elle participe auprès de Philippe Rossillon à la création de l'Agence de coopération Culturelle et Technique ACCT, organisme qui préfigurait l’Organisation internationale de la francophonie mise en place en 2006.

## Vie privée
De son mariage avec le designer Pierre Paulin est issu Benjamin Paulin, compositeur et chanteur.

## Distinctions
- Commandeur de la Légion d'honneur[7].
- Chevalier des Arts et Lettres
- Officier de l'ordre national du Mérite[8].
- Présidente de l’Académie des Hauts Cantons (depuis 2022)

## Expositions
- « Pierre Paulin, une pensée au présent », du 31 janvier au 6 février, Sotheby's, Paris, 2020.